# Fykobilisom
Fykobilisomer er store proteinkomplekser (med op til 600 polypeptider), som udnyttes af cyanobakterier, rødalger, glaucophyta og grønkorn ved fotosyntesen. Deres lysabsorberende antennepigmenter opfanger grønt og gult lys i modsætning til klorofyl og leder energien til reaktionscentrene i fotosystem II under fotosynteseprocessen.
Fykobilisomerne befinder sig på tykaloidmembranen i cellevæsken. De er vandopløselige i modsætning til de klorofyl- og karotinholdige antennekomplekser. Alger med fykobilisomer udnytter det såkaldte ”grønne hul”, dvs. bølgelængder i den grøn/gule del af lyset. Dette sætter dem i stand til at leve i større vanddybder.
Fykobilisomerne er op til flere møntrulle-lignende stabler med en størrelse på 32 x 48 nm, der ligger oven på hinanden. Det røde fykoerytrin ligger yderst og det blå fykocyanin inderst på det lyseblå allofykocyanin. De er fasthæftet på cellevæskesiden af tykaloidmembranen.

## Eksterne links
- Haijun Liu, Hao Zhang, Dariusz M. Niedzwiedzki, Mindy Prado, Guannan He, Michael L. Gross og Robert E. Blankenship: Phycobilisomes Supply Excitations to Both Photosystems in a Megacomplex in Cyanobacteria Arkiveret 1. december 2014 hos  Wayback Machine – et abstract af en artikel i Science, 2013, 29, 6162 (engelsk)